# Prochlidonia amiantana
Prochlidonia amiantana är en fjärilsart som beskrevs av Jacob Hübner 1797. Prochlidonia amiantana ingår i släktet Prochlidonia och familjen vecklare. Inga underarter finns listade i Catalogue of Life.